# Grewia schinzii
Grewia schinzii är en malvaväxtart som beskrevs av Karl Moritz Schumann. Grewia schinzii ingår i släktet Grewia och familjen malvaväxter. Inga underarter finns listade i Catalogue of Life.